# 바람의 라라라
〈바람의 라라라〉(일본어: 風のららら 카제노라라라[*])는 일본 여가수 쿠라키 마이의 노래로, 열일곱 번째 싱글이다. 2003년 5월 28일에 기자 스튜디오에서 발매됐다.

## 개요
요미우리 TV 애니메이션 《명탐정 코난》 오프닝 테마로 사용되었다. 한국어버전으로는 〈바람의 라라라~ 소중한 우리들의 시간〉이라는 제목으로 유리가 커버했다.

## 수록곡
| #            | 제목                               | 작사         | 작곡              | 편곡  | 재생 시간 |
| ------------ | ---------------------------------- | ------------ | ----------------- | ----- | --------- |
| 1.           | 〈風のららら 바람의 라라라〉       | 쿠라키 마이  | 하루하타 미치야   | 4:23  |           |
| 2.           | 〈gonna keep on tryin'〉           | 쿠라키 마이  | YOKO Black. Stone | 4:43  |           |
| 3.           | 〈風のららら -TV on air version-〉 | 쿠라키 마이  | 하루하타 미치야   | 2:19  |           |
| 4.           | 〈風のららら -feel the wind mix-〉 | 쿠라키 마이  | 하루하타 미치야   | 5:27  |           |
| 5.           | 〈風のららら -Instrumental-〉      |              | 하루하타 미치야   | 4:21  |           |
| 총 재생 시간 | 총 재생 시간                       | 총 재생 시간 | 총 재생 시간      | 21:13 |           |

## 미디어에서의 사용
風のららら
- 요미우리 TV 애니메이션 《명탐정 코난》 열두 번째 여는 곡

## 유리 버전
〈바람의 라라라~ 소중한 우리들의 시간〉은 유리가 2007년 8월 14일에 디지털 싱글로 발매했으며, 2007년 5월 5일부터 2007년 8월 7일까지 투니버스에서 방영된 《명탐정 코난 5기》의 주제가이다.
| TV 애니메이션 《명탐정 코난》 여는 곡 2003년 1월 20일 (306회) ~ 2003년 8월 18일 (332회)     |                                              |                                                                        |
| 이전 곡: 아이우치 리나 〈I can't stop my love for you♥〉                                    | 쿠라키 마이 〈바람의 라라라〉                | 다음 곡: 사에구사 유카 인 데시벨 〈그대와 약속했던 아름다운 그곳까지〉 |
| TV 애니메이션 《명탐정 코난》 더빙판 주제가 2007년 5월 5일 (233화) ~ 2007년 8월 7일 (284화) |                                              |                                                                        |
| 이전 곡: 진선주 〈Love Is Thrill, Shock, Suspense〉                                         | 유리 〈바람의 라라라~ 소중한 우리들의 시간〉 | 다음 곡: 간미연 〈Growing of my heart〉                                |